# Saint-Jean-d'Illac
Saint-Jean-d'Illac é uma comuna francesa na região administrativa da Nova Aquitânia, no departamento da Gironda. Estende-se por uma área de 121,22 km². Em 2010 a comuna tinha 8 836 habitantes (densidade: 72,9 hab./km²).